# Camille Jacob de Cordemoy
Pour l’article homonyme, voir Famille Jacob de Cordemoy.
Louis Camille Antoine Jacob de Cordemoy (Saint-André-de-la-Réunion, 1er octobre 1840 - Paris, 2 septembre 1909) est un ingénieur et explorateur français, frère d'Eugène Jacob de Cordemoy. 

## Biographie
Sorti de l'École centrale Paris en 1862, il devient ingénieur et travaille à l'aménagement des ports de Saint-Denis (1867-1879) et de Saint-Pierre (1879-1886) dont il devient ingénieur en chef du port. 
Nommé ingénieur des travaux maritimes au Chili (1890), il part de Bordeaux pour la Patagonie, puis ingénieur conseil du ministère des Travaux publics à Santiago (1895), il explore le pays (1896) et passe à Valparaiso, gagne Santiago par le train et par les gorges de l'Aconcagua et atteint Punta Arenas. 
Il traverse le Maipo, passe à Rancagua, Curicó, Talca et Chillán et voit les chutes de Laja. Il visite ensuite la vallée du Bio-Bio, Concepción et Talcahuano et, après Lautaro, continue en diligence vers Temuco où il réside plusieurs mois. Il y rencontre le cacique Cayupi puis, à Nuevo Imperial, s'embarque pour explorer l'île Mocha. Il fait alors escale aux importants centres industriels de Lota et Coronel puis visite la rade de Corral avant d'atteindre La Unión puis Osorno. 
Par le lac Llanquihue, il parvient à Puerto Montt puis visite Ancud dans l'île de Chiloé et Juan Fernandez avant de regagner Valparaiso. 
Il explore ensuite le Nord du Chili et visite Coquimbo, La Serena, Huasco, La Caldera et Copiapó et les mines d'argent, de cuivre, de nitrate ou même de guano d'Antofagasta, d'Iquique, de Pisagua et d'Arica mais la guerre civile l'empêche de continuer vers Lima. 
Il revient alors à Santiago et par l'inachevé Transandin, passe à Juncal, Guarda Vieja et le lac de Portillo avant de franchir le col de la Cumbre à dos de mulets et de reprendre le train à Punta de Vacas. 
Cordemoy laisse de ce voyage un récit très détaillé et très précis, étudiant aussi bien l'économie, la politique que les mœurs des Chiliens . 
À son retour à La Réunion, il devient membre de la Société des sciences et arts de La Réunion, du conseil municipal de Saint-Denis (1879-1883) et président du Conseil général de La Réunion (1877-1887). 
Chevalier de la Légion d'honneur en 1886, il est délégué de La Réunion au Comité supérieur de l'exposition permanente des colonies en 1887.

## Publications
- Le Port de Saint-Denis, 1877
- Le Havre et les ports de la Seine, 1888
- Au Chili, Le Tour du monde, 1896, p. 577-624 et 1898, p. 181-216
- Au Chili, 1899
- L'île de la Réunion, 1899
- Les phares à l'Exposition universelle de 1900, 1902
- Cours de travaux maritimes, 1906
- Les ports maritimes, 1907-1908